# Вальчикевич, Марта
Марта Анна Вальчикевич (пол. Marta Anna Walczykiewicz; 1 августа 1987, Калиш) — польская гребчиха-байдарочница, выступает за сборную Польши с 2007 года. Участница летних Олимпийских игр в Лондоне, серебряный призёр летних Олимпийский игр в Рио, чемпионка Европы и мира, чемпионка первых Европейских игр в Баку, победительница многих регат национального и международного значения.

## Биография
Марта Вальчикевич родилась 1 августа 1987 года в городе Калише Великопольского воеводства. Активно заниматься греблей начала с раннего детства, проходила подготовку в местном спортивном клубе KTW Kalisz.
Первого серьёзного успеха на взрослом международном уровне добилась в 2007 году, когда попала в основной состав польской национальной сборной и побывала на чемпионате мира в немецком Дуйсбурге, откуда привезла награду бронзового достоинства, выигранную в зачёте двухместных байдарок на дистанции 200 метров. Год спустя выступила на европейском первенстве в Милане, где стала серебряной призёршей в двойках на двухстах и тысяче метрах. Ещё через год на аналогичных соревнованиях в немецком Бранденбурге получила бронзу в полукилометровой гонке байдарок-четвёрок. Кроме того, в этом сезоне добавила в послужной список серебряную медаль, полученную в одиночках на двухстах метрах на чемпионате мира в канадском Дартмуте.
В 2010 году на чемпионате Европы в испанской Корвере Вальчикевич дважды поднималась на пьедестал почёта, была второй в одиночках на двухстах метрах и третьей в двойках на пятистах метрах, тогда как на домашнем чемпионате мира в Познани взяла серебро в двухсотметровой программе двухместных экипажей. В следующем сезоне успешно выступила на мировом первенстве в венгерском Сегеде, получила серебряную медаль в одиночном двухсотметровом зачёте и бронзовую медаль в зачёте эстафеты 4 × 200 м. На европейском первенстве 2012 года в Загребе отметилась серебряной наградой в одиночном разряде на дистанции в двести метров.
Будучи в числе лидеров гребной команды Польши, благополучно прошла квалификацию на летние Олимпийские игры в Лондоне — в одиночках на двухстах метрах финишировала в финале пятой, в то время как в четвёрках на пятистах метрах совместно с такими гребчихами как Беата Миколайчик, Анета Пастушка и Каролина Ная показала в решающем заезде четвёртый результат, немного не дотянув до призовых позиций.
После лондонской Олимпиады Марта Вальчикевич осталась в основном составе польской национальной сборной и продолжила принимать участие в крупнейших международных регатах. Так, в 2013 году она завоевала золотую медаль на чемпионате Европы в португальском городе Монтемор-у-Велью, обогнав всех соперниц в двухсотметровом зачёте одиночных байдарок. При этом на чемпионате мира в Дуйсбурге выиграла серебряные медали в двухсотметровой гонке одиночек и эстафете. На европейском первенстве 2014 года в Бранденбурге стала серебряной призёршей в четвёрках на пятистах метрах, а на первенстве мира в Москве одержала победу в эстафете и дополнительно получила две серебряные награды, в одиночках на двухстах метрах и в четвёрках на пятистах метрах.
Благодаря череде удачных выступлений удостоилась права защищать честь страны на Европейских играх 2015 года в Баку — взяла здесь верх над всеми соперницами в одиночной двухсотметровой дисциплине. Также приняла участие в зачёте чемпионата мира в Милане, где получила серебро среди одиночек на своей коронной дистанции 200 метров.